# Згурово
Згурово е село в Западна България. То се намира в община Невестино, област Кюстендил.

## География
Село Згурово се намира в планински район, в географската област Осоговия, югоизточно от град Кюстендил. Съставено е от център – Село и махалите: Мазарачевска, Чамовска, Бърдачка, Ищачка, Бостанлък, Симиджийска.

## Население
| Година    | 1880 | 1900 | 1926 | 1934 | 1946 | 1956 | 1965 | 1975 | 1984 | 2010 |
| Население | 497  | 461  | 625  | 703  | 724  | 534  | 363  | 319  | 384  | 94   |

Численост и дял на етническите групи според преброяването на населението през 2011 г.:
|                     | Численост | Дял (в %) |
| Общо                | 73        | 100,00    |
| Българи             | 72        | 98,63     |
| Турци               | 0         | 0,00      |
| Цигани              | 0         | 0,00      |
| Други               | 0         | 0,00      |
| Не се самоопределят | 0         | 0,00      |
| Неотговорили        | 1         | 1,36      |

## История
Згурово е старо антично и средновековно селище. На 2 км югозападно от Згурово в местността „Градището“ са разкрити следи от антично и късноантично селище и крепост с основи от ломен камък и хоросан. Намерени са строителна и битова керамика и долиуми. В местността „Йовко“ има следи от късноантично селище.
Селото се споменава в турски данъчен регистър от 1576 г. под името Горни Изгури. През 1866 г. в селото има регистрирани 9 домакинства с 69 жители.
През 1893 г. землището на селото включва 10267 дка, от които 3865 дка ниви, 5600 дка гори, 300 дка пасища, 136 дка естествени ливади, 243 дка овощни и зеленчукови градини, 123 дка лозя и др. и се отглеждат 817 овце, 335 кози, 194 говеда и 68 коня. Основен поминък на селяните са земеделие (зърнопроизводство, овощия, тютюнопроизводство) и животновъдство. Развиват се домашните занаяти, в селото има 6 воденици, няколко бакалници и кръчми.
В селото има училище от 1904 г., основано е читалище „Иван Вазов“ (1927). През 1945 г. е създадена потребителна кооперация „Пробуда“.
Селото е водоснабдено (1944) и електрифицирано (1945).
През 1956 г. е учредено ТКЗС „Христо Ботев“, което от 1962 г. е в състава на ДЗС – с. Рашка Гращица, а от 1979 г. е включено в състава на АПК „СТрума“ – село Невестино.
През 1958 г. е открито народно осн.училище-интернат „Н.Й.Вапцаров“ и фелдшерски здравен пункт. През 1959 г. е построена помпена станция.
Има ежедневна автобусна връзка с гр. Кюстендил и автоматична телефонна връзка.
Активни миграционни процеси.

## Религии
Село Згурово принадлежи в църковно-административно отношение към Софийска епархия, архиерейско наместничество Кюстендил. Населението изповядва източното православие.

## Отдих и туризъм
- Комплекс „Старата ковачница“ Архив на оригинала от 2009-09-25 в Wayback Machine.

## Личности
Родени в Згурово
- Костадин Алексиев, македоно-одрински опълченец, 22-годишен, работник, ІV отделение, 1 рота на 7 кумановска дружина[4]